# Jenkins (программное обеспечение)
Jenkins — программная система с открытым исходным кодом на Java, предназначенная для обеспечения процесса непрерывной интеграции программного обеспечения. Ответвлена в 2008 году от проекта Hudson, принадлежащего компании Oracle, основным его автором — Косукэ Кавагути. Распространяется под лицензией MIT.
Позволяет автоматизировать часть процесса разработки программного обеспечения, в котором не обязательно участие человека, обеспечивая функции непрерывной интеграции. Работает в сервлет-контейнере, например, Apache Tomcat. Поддерживает инструменты системы управления версиями, включая AccuRev, CVS, Subversion, Git, Mercurial, Perforce, Clearcase и RTC. Может собирать проекты с использованием Apache Ant и Apache Maven, а также выполнять произвольные сценарии оболочки и пакетные файлы Windows. Сборка может быть запущена разными способами, например, по событию фиксации изменений в системе управления версиями, по расписанию, по запросу на определённый URL, после завершения другой сборки в очереди.
Возможности Jenkins можно расширять с помощью плагинов.
Контроль доступа реализуется двумя способами: проверкой подлинности пользователя и авторизацией. Поддерживается защита от внешних угроз, в том числе от CSRF-атак и вредоносных сборок.
В 2011 году Jenkins получил награду InfoWorld как лучший проект с открытым исходным кодом.